# Volkswirtschaftsrat (Preußen)
Der Volkswirtschaftsrat war ab 1881 ein Gremium, das die preußische Regierung in Wirtschaftsfragen beraten sollte.
Der Volkswirtschaftsrat wurde durch Verordnung vom 17. November 1880 für Preußen gebildet. Vorbild war der französische Conseil supérieur du commerce et de l'industrie. Vorausgegangen war die Übernahme des preußischen Handelsministeriums durch Otto von Bismarck und der von diesem eingeleitete Wandel in der Wirtschaftspolitik. 
Seine 75 Mitglieder waren jeweils für fünf Jahre berufen. 45 Mitglieder wurden von den Handelskammern, den Vorständen der kaufmännischen Korporationen und den landwirtschaftlichen Vereine bestimmt. Jede dieser Gruppen bestimmte 15 Vertreter. Diese hatten aber nicht die freie Wahl, sondern konnten nur aus einer 90-köpfigen Auswahlliste wählen, die die Regierung aufstellte. Die restlichen 30 Mitglieder wurden direkt von der Regierung bestimmt, wobei mindestens 15 dem Handwerker und dem Arbeiterstand angehören mussten.
Der Versuch, einen entsprechenden Reichs-Volkswirtschaftsrat einzurichten, scheiterte 1881 und 1882 am Bedenken des Reichstags, dass hier ein Wirtschaftsparlament eingerichtet werden sollte.
Der preußische Volkswirtschaftsrat beriet u. a. 1882 über ihm vorgelegte "Grundzüge" für ein Krankenversicherungsgesetz.
Der Volkswirtschaftsrat wurde bereits 1887 aufgelöst, nachdem das Abgeordnetenhaus die Mittel für dieses Gremium verweigerte.
Bekannte Mitglieder des Volkswirtschaftsrates waren z. B. Ernst Georg Philipp Ludolf August Wilhelm Freiherr von Hammerstein-Loxten oder Oscar Henschel.
Am Anfang der Weimarer Republik wurde der Vorläufige Reichswirtschaftsrat eingerichtet, der als Wirtschaftsparlament konzeptioniert war und weiter gehende Rechte hatte.